# Willhaben
Die willhaben internet service GmbH & Co KG ist ein österreichisches Unternehmen mit Sitz in Wien und betreibt einen virtuellen Marktplatz.

## Eigentumsverhältnisse
willhaben wurde 2006 gegründet und gehört zu 50 Prozent der österreichischen Styria Media Group AG und zu 50 Prozent dem norwegischen Konzern Adevinta, welcher an Shpock beteiligt und Eigentümerin von Kleinanzeigen ist.
Vor 2018 gehörte dieser 50 % Anteil dem Medienkonzern Schibsted, bevor sie ihn an das damalige Tochterunternehmen Adevinta übertragen haben und 2019 Adevinta eigenständig wurde.
willhaben ist u. a. das offizielle Online-Anzeigenportal der österreichischen Tageszeitungen Die Presse und Kleine Zeitung.

## Angebot
Das Angebot der Anzeigen-Plattform umfasst die Bereiche Immobilien, Auto & Motor, Jobs sowie einen Marktplatz für Gegenstände und Dienstleistungen jeglicher Art. Insgesamt sind mehr als 9.000.000 Anzeigen auf willhaben online (Stand: Februar 2021). Der Marktplatz von willhaben ist mit mehr als 9.000.000 Artikeln und Dienstleistungen der größte kostenlose Online-Marktplatz Österreichs. Weiters führt das Unternehmen an, eine große Fahrzeugbörse – mit mehr als 160.000 Fahrzeugen – zu betreiben. Im Schnitt wurden 2013 täglich rund 50.000 Anzeigen auf willhaben aufgegeben. Die Nutzung des Marktplatzes ist für private Inserenten kostenlos. Das heißt: für Privatinserate am Marktplatz fallen keine Gebühren oder Verkaufsprovisionen an. Weiters ist auch ein Fahrzeuginserat für Privatnutzer kostenlos.
Anzeigen in den Bereichen Immobilien, Auto & Motor (ein Fahrzeuginserat für Privatnutzer kostenlos) und Jobs sind kostenpflichtig, ebenso wie Inserate von Händlern. Gewerbliche Inserenten können am Marktplatz eigene Onlineshops betreiben. Für Käufer fallen bei willhaben grundsätzlich keine Gebühren an. Im Unterschied zu Internet-Auktionshäusern werden auf willhaben Angebote ausschließlich zu Fixpreisen eingestellt. Die eigentliche Transaktion findet zwischen Anbieter und Käufer statt.
Die Gebrauchtwagensuchmaschine car4you.at wird ebenfalls von willhaben betrieben.

## Reichweite
Die Website willhaben.at zählt zu den meistbesuchten Internetseiten in Österreich. Im Juli 2020 wurden 8.418.137 Unique Clients (Platz 2 Einzelangebote ÖWA), 74.019.563 Visits (Platz 2 Einzelangebote ÖWA) und 2.571.088.754 Page Impressions (Platz 1 Einzelangebote ÖWA) verzeichnet. Bei der monatlichen Gesamtreichweite der Einzelangebote in Österreich belegt willhaben laut ÖWA Plus-Studie 2018-I mit 55 Prozent Platz 1.

## willhaben-App
Seit 1. Juli 2013 ist willhaben mit einer eigenen App für iOS und Android auf dem mobilen Markt vertreten. Die App wurde seither bereits mehr als 5.000.000 Mal heruntergeladen.